# ان-استیل-پارا-بنزوکینون ایمین
ان-استیل-پارا-بنزوکینون ایمین (به انگلیسی: N-acetyl-p-benzoquinone imine) که با نام‌های مخففی مانند NAPQI و NAPBQI شناخته می‌شود، یک محصول جانبی سمی است که در طی متابولیسم ترکیب استامینوفن در بدن انسان تولید می‌شود. این محصول معمولاً فقط در مقادیر کم تولید می‌شود و سپس تقریباً بلافاصله در کبد سم زدایی می‌شود.
با این حال، تحت برخی از شرایط که در آن ان-استیل-پارا-بنزوکینون ایمین به‌طور مؤثر سم زدایی نمی‌شود که معمولاً در اثر مصرف بیش از حد استامینوفن مشاهده می‌شود، این ترکیب باعث آسیب شدید به کبد می‌شود. چنین اثری معمولاً ۳ تا ۴ روز پس از مصرف آشکار می‌شود و ممکن است چندین روز پس از مصرف بیش از حد به مرگ ناشی از نارسایی حاد کبد منجر شود.

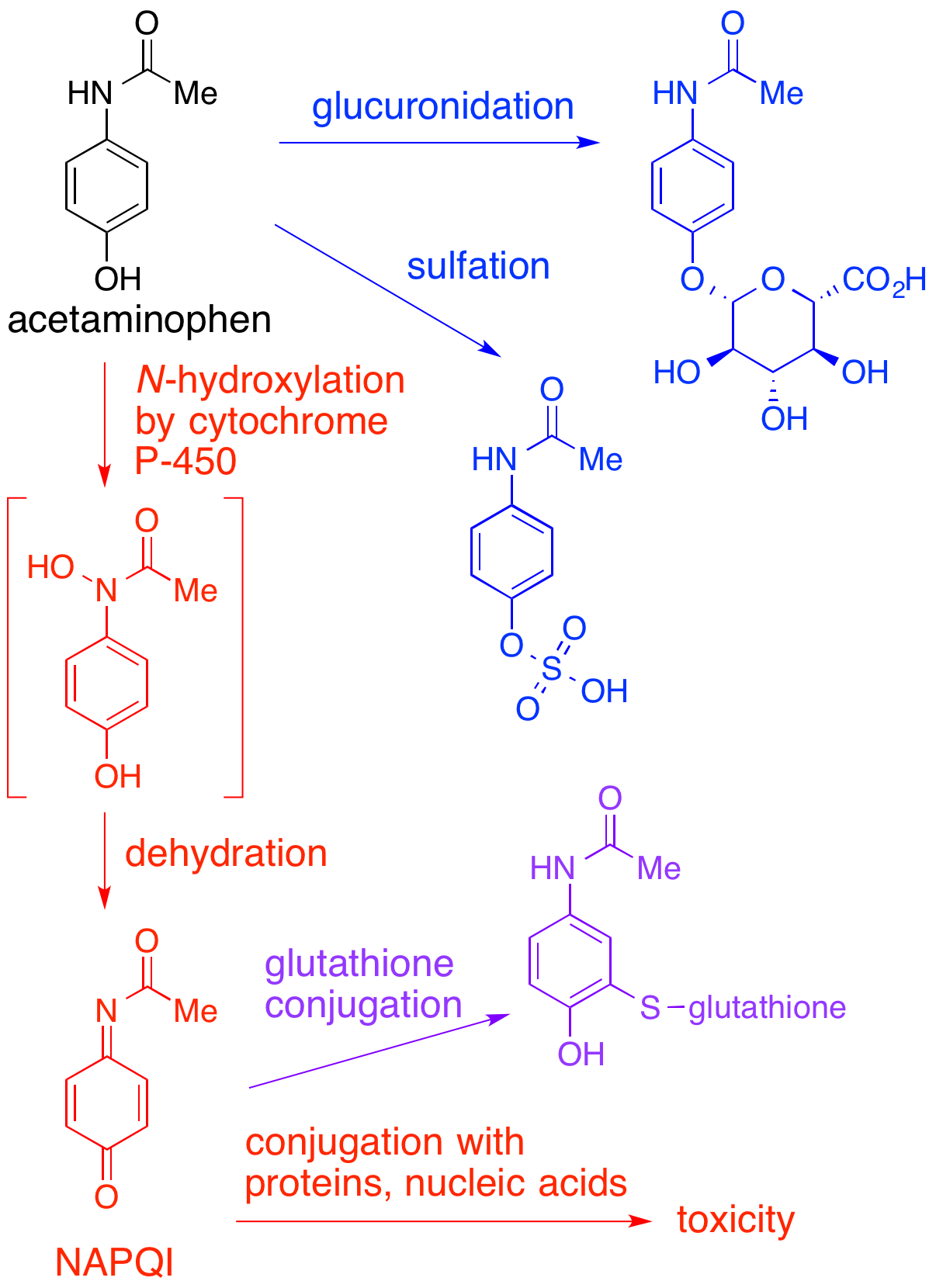
متابولیسم استامینوفن (برای بزرگنمایی کلیک کنید). مسیرهایی که به رنگ آبی و بنفش نشان داده شده‌اند منجر به متابولیت‌های غیر سمی می‌شوند. مسیر قرمز منجر به ان-استیل-پارا-بنزوکینون ایمین می‌شود که اگر با گلوتاتیون ترکیب نشود سمی است.